# Dave Smalley
Dave Smalley (...) è un cantante e chitarrista statunitense, celebre per aver fatto parte di gruppi come DYS, Dag Nasty e ALL alla voce e dei Down by Law alla voce e alla chitarra.
È conosciuto per la grande influenza avuta sulla musica pop punk e per il proprio contributo all'emo. Ha anche formato gli Sharpshooters, la cui musica è influenzata da gruppi mod revival come i The Jam. Smalley ha anche prodotto ed appare nel secondo album del gruppo punk canadese Penelope, Face au silence du monde, registrato agli Inner Ear Studio in Virginia.
Dopo essere stato roadie dei Dag Nasty, nel febbraio 1986 entra ufficialmente nel gruppo, che lascia nel giugno dopo aver vinto una borsa di studio in Israele. Dave rientrarà poi nella formazione a partire dal 1991.
Si è laureato al Boston College ed ha conseguito un master in scienze politiche alla California State University di Los Angeles. Abita attualmente a Fredericksburg con la famiglia, dove lavora come "anti-editorialista" per il giornale cittadino, il Free Lance-Star. Precedentemente ha lavorato come editore per it!, supplemento per giovani di Free-Lance Star, vincendo diversi premi per questo. Nel 2004 Smalley è entrato in polemica con gli esponenti di sinistra della scena punk, avendo espresso pareri conservatori, appoggiando l'amministrazione Bush.

## Discografia

### Con i DYS
- 1983 - Brotherhood
- 1986 - DYS
- 2005 - Wolfpack

### Con i Dag Nasty
- 1986 - Can I Say
- 1992 - Four on the Floor
- 2002 - Minority of One

### Con gli ALL
- 1988 - Allroy Sez
- 1988 - Allroy for Prez (EP)

### Con i Down by Law
- 1991 - Down by Law
- 1993 - Blue
- 1994 - Punkrockacademyfightsong
- 1996 - All Scratched Up
- 1997 - Last of the Sharpshooters
- 1999 - Fly the Flag
- 2003 - Windwardtidesandwaywardsails

### Con gli Sharpshooters
- 2002 - Viva los Guerillas

### Altri accrediti[9]
- 1982 - Back from Samoa (Angry Samoans) - voce di sottofondo
- 1990 - Right Thing (Chemical People) - voce di sottofondo
- 1990 - Ribbed (NOFX) - voce di sottofondo
- 1990 - Desperately Seeking... (Rule of Thumb, EP) - voce
- 1991 - This Isn't Me (411) - voce di sottofondo
- 1991 - Say It (411, EP) - voce di sottofondo
- 1993 - Wasted Remains... (Jeff Dahl) - voce ospite
- 1996 - Wonderland (American Standard) - produttore
- 1998 - Drafted (Two Man Advantage) - voce di sottofondo
- 2002 - Face au silence du monde (Penelope) - produttore, voce di sottofondo
- 2003 - Prison of Small Perception (Pseudo Heroes) - voce di sottofondo
- 2003 - New American Standard Classics (American Standard) - voce di sottofondo

## Altre apparizioni
- 2006 - American Hardcore